# Martin Hill
Martin Hill ist ein Spezialeffektkünstler, der 2013 für Prometheus – Dunkle Zeichen für den Oscar in der Kategorie Beste visuelle Effekte nominiert wurde. 

## Leben
Er studierte Architektur und Mathematik an der University of Edinburgh. Danach machte er seinen Master of Science im Bereich Computeranimation an der Bournemouth University in Bournemouth. Nach dem Studium arbeitete er für viereinhalb Jahre bei dem Spezialeffekt-Studio Double Negative. Während dieser Zeit arbeitete er an Filmen Duell – Enemy at the Gates, Stirb an einem anderen Tag und Riddick: Chroniken eines Kriegers.
Dann wechselte er zu Weta Digital, wo er an Filmen wie King Kong, Avatar – Aufbruch nach Pandora und Der Hobbit – Eine unerwartete Reise arbeitete. 2013 wurde er für den Spielfilm Prometheus – Dunkle Zeichen für den Oscar in der Kategorie Beste visuelle Effekte nominiert.

## Filmografie (Spezialeffekte)
- 2001: Duell – Enemy at the Gates (Enemy at the Gates)
- 2002: Below
- 2002: Stirb an einem anderen Tag (Die Another Day)
- 2003: Die Liga der außergewöhnlichen Gentlemen (The League of Extraordinary Gentlemen)
- 2003: Johnny English – Der Spion, der es versiebte (Johnny English)
- 2003: To Kill a King
- 2004: Riddick: Chroniken eines Kriegers (The Chronicles of Riddick)
- 2004: Wenn Träume fliegen lernen (Finding Neverland)
- 2005: Batman Begins
- 2005: King Kong
- 2006: Eragon – Das Vermächtnis der Drachenreiter (Eragon)
- 2006: X-Men: Der letzte Widerstand (X-Men: The Last Stand)
- 2007: 30 Days of Night
- 2007: Mein Freund, der Wasserdrache (The Water Horse)
- 2008: Der Tag, an dem die Erde stillstand (The Day the Earth Stood Still)
- 2009: Avatar – Aufbruch nach Pandora (Avatar)
- 2009: In meinem Himmel (The Lovely Bones)
- 2011: Die Abenteuer von Tim und Struppi – Das Geheimnis der Einhorn (The Adventures of Tintin)
- 2011: Planet der Affen: Prevolution (Rise of the Planet of the Apes)
- 2012: Abraham Lincoln Vampirjäger (Abraham Lincoln: Vampire Hunter)
- 2012: Der Hobbit – Eine unerwartete Reise (The Hobbit: An Unexpected Journey)
- 2012: Prometheus – Dunkle Zeichen (Prometheus)